# Anthony Teuma
Anthony Teuma (Xagħra, 11 gennaio 1964) è un vescovo cattolico maltese, dal 17 giugno 2020 vescovo di Gozo.

## Biografia
Anthony Teuma è nato l'11 gennaio 1964 a Xagħra, regione e diocesi di Gozo, isola a nord di Malta.

### Formazione e ministero sacerdotale
Dopo aver frequentato la scuola secondaria al Seminario minore diocesano, sentendo maturare la propria vocazione al sacerdozio ha continuato il percorso nel Seminario maggiore, dove ha compiuto gli studi in filosofia e teologia. Nello stesso periodo ha anche lavorato come saldatore ed elettricista in Australia, ottenendo una licenza in entrambi i mestieri. In seguito è stato inviato a Roma, dove ha conseguito un dottorato in scienze dell'educazione alla Università Pontificia Salesiana.
Ha ricevuto l'ordinazione sacerdotale il 25 giugno 1988 per imposizione delle mani di monsignor Nikol Joseph Cauchi, vescovo di Gozo, che lo ha assistito nella sua crescita ed è stato per lui come un secondo padre; si è incardinato, ventiquattrenne, come presbitero della medesima diocesi.
Dopo il breve soggiorno in Patria, è tornato nella capitale italiana, dove ha svolto l'incarico di vicario parrocchiale della Chiesa di Sant'Ignazio d'Antiochia per sei anni. Nel 1995 è divenuto padre spirituale del Pontificio Seminario Romano Maggiore, mentre nel 1996 ha assunto anche gli incarichi di responsabile ed assistente spirituale delle Comunità eucaristiche della diocesi di Roma.
Nel 1997 è rientrato a Gozo, dove è stato rettore del Seminario maggiore fino al 2007, dove egli stesso era stato studente; lo stesso anno è stato nominato membro del Collegio dei consultori e dei Consigli presbiterale e pastorale, svolgendo tali incarichi fino alla promozione all'episcopato. Dopo aver trascorso un anno sabatico in Terra santa, ottenendo una licenza in studi biblici a Gerusalemme, nel 1998 è stato nominato responsabile ed assistente spirituale delle Comunità eucaristiche della diocesi, svolgendo l'incarico per ben diciotto anni.
Nel 2016 è stato nominato delegato episcopale per la famiglia e responsabile del John Paul II Family Institute di Gozo; inoltre, lo stesso anno, ha conseguito la laurea in scienze, mentre nel 2018 ha ottenuto il diploma post laurea in psicoterapia familiare.

### Ministero episcopale
Il 17 giugno 2020 papa Francesco lo ha nominato, cinquantaseienne, 9º vescovo di Gozo; è succeduto a monsignor Mario Grech, nominato pro-segretario generale del Sinodo dei vescovi il 2 ottobre 2019. La nomina è stata annunciata ufficialmente dal nunzio Alessandro D'Errico poco prima delle 12:00, nel Santuario di Ta' Pinu, mentre in passato tali annunci avvenivano nella basilica di San Giorgio.
In un breve discorso, monsignor Teuma ha ringraziato il suo predecessore, che ha retto la diocesi per quattordici anni, con l'augurio di poterne continuare l'opera; inoltre, ha parlato della necessità di lavorare collettivamente, preferendo utilizzare il pronome personale "noi", invece di "io", perché fiducioso nella forza della comunità. Il neo vescovo ha ricevuto le congratulazioni dell'arcidiocesi di Malta, nella persona dell'arcivescovo Charles Scicluna, di monsignor Grech, del primo ministro maltese Robert Abela e del leader dell'opposizione Adrian Delia.
Ha ricevuto la consacrazione episcopale il successivo 21 agosto, presso la chiesa di San Giovanni Battistia a Xeuchia, per imposizione delle mani di monsignor Grech, ordinario diocesano emerito, assistito dai co-consacranti monsignori Charles Scicluna, arcivescovo metropolita di Malta, ed Alessandro D'Errico, arcivescovo titolare di Carini e nunzio apostolico a Malta. Al termine della liturgia eucaristica, monsignor Teuma si è rivolto ai fedeli esortandoli a vivere i valori insegnati da Gesù Cristo e confrontando la fede con l'amore di una madre: "Se amiamo Gesù ma non lo menzioniamo, non si offenderà. Quando una madre vede i propri figli vivere i suoi valori, non si preoccuperà né si preoccuperà perché il bambino non dice da dove gli è stato insegnato. Gesù Cristo è lo stesso". Alla celebrazione erano presenti anche i vescovi maltesi Joseph Galea-Curmi, vescovo titolare di Cebarades ed ausiliare di Malta, e Carmelo Zammit, vescovo di Gibilterra, nonché il presidente George William Vella, il premier Abela ed altre illustri personalità maltesi. Come suo motto episcopale il neo vescovo Teuma ha scelto Baqa' miexi magħhom, che tradotto vuol dire "Camminava con loro" (Lc 24, 15). Ha preso possesso della diocesi, nella cattedrale di Gozo, il 16 settembre successivo.

## Genealogia episcopale
La genealogia episcopale è:
- Cardinale Scipione Rebiba
- Cardinale Giulio Antonio Santori
- Cardinale Girolamo Bernerio, O.P.
- Arcivescovo Galeazzo Sanvitale
- Cardinale Ludovico Ludovisi
- Cardinale Luigi Caetani
- Cardinale Ulderico Carpegna
- Cardinale Paluzzo Paluzzi Altieri degli Albertoni
- Cardinale Gaspare Carpegna
- Cardinale Fabrizio Paolucci
- Cardinale Francesco Barberini
- Cardinale Annibale Albani
- Cardinale Federico Marcello Lante Montefeltro della Rovere
- Vescovo Charles Walmesley, O.S.B.
- Arcivescovo John Carroll, S.I.
- Vescovo Benedict Joseph Flaget, P.S.S.
- Arcivescovo Martin John Spalding
- Cardinale James Gibbons
- Vescovo Benjamin Joseph Keiley
- Arcivescovo Michael Joseph Curley
- Vescovo William Joseph Hafey
- Arcivescovo Martin John O'Connor
- Vescovo Nikol Joseph Cauchi
- Cardinale Mario Grech
- Vescovo Anthony Teuma